# Église de la Nativité-de-la-Bienheureuse-Vierge-Marie de Varsovie
L'église de la Nativité-de-la-Bienheureuse-Vierge-Marie est une église, située Aleja Solidarności (n° 80), arrondissement de Śródmieście (centre-ville) à Varsovie.
Elle sera détruite pendant la Seconde Guerre Mondiale par les SS en 1943, puis reconstruite après la guerre de 1951 à 1956.